# Arne Marit
Arne Marit (* 21. Januar 1999 in Galmaarden) ist ein belgischer Radrennfahrer.

## Sportlicher Werdegang
Nach ersten Erfolgen bei den Junioren wurde Marit mit dem Wechsel in die U23 Mitglied bei Lotto-Soudal U23. In der Saison 2019 erzielte er mit dem Sieg beim Grand Prix Criquielion seinen ersten Erfolg auf der UCI Europe Tour. 2020 folgte ein weiterer Erfolg mit den Gewinn der erstmals ausgetragenen Tour Bitwa Warszawska 1920.
Zur Saison 2021 erhielt Marit einen Vertrag beim UCI ProTeam Sport Vlaanderen-Baloise. Seinen ersten Erfolg als Profi erzielte er noch im gleichen Jahr durch den Sieg beim Grand Prix du Morbihan, als er im Sprint Bryan Coquard und Elia Viviani distanzierte. 2022 gewann er zwei Rennen des nationalen Kalenders in Belgien, unter anderem den Nationale Sluitingsprijs.
Zur Saison 2023 stieg Marit in die UCI WorldTour auf und wurde Mitglied im Team Intermarché-Circus-Wanty. Seitdem platzierte er sich regelmäßig in den Top 10 internationaler Rennen, die beste Platzierung erzielte er als Etappenzweiter auf der vierten Etappe der Katalonien-Rundfahrt 2024.

## Erfolge
2017
- Danilith - Nokere Koerse voor Juniores
- eine Etappe Internationale Niedersachsen-Rundfahrt der Junioren

2018
- Mannschaftszeitfahren Okolo Jižních Čech

2019
- Grand Prix Criquielion

2020
- Tour Bitwa Warszawska 1920

2021
- Grand Prix du Morbihan

## Grand Tour-Platzierungen
| Grand Tour            | 2023 | 2024 |
| --------------------- | ---- | ---- |
| Giro d’ItaliaGiro     | 112  | –    |
| Tour de FranceTour    | –    | –    |
| Vuelta a EspañaVuelta | –    | 122  |